# میدان سینتاگما

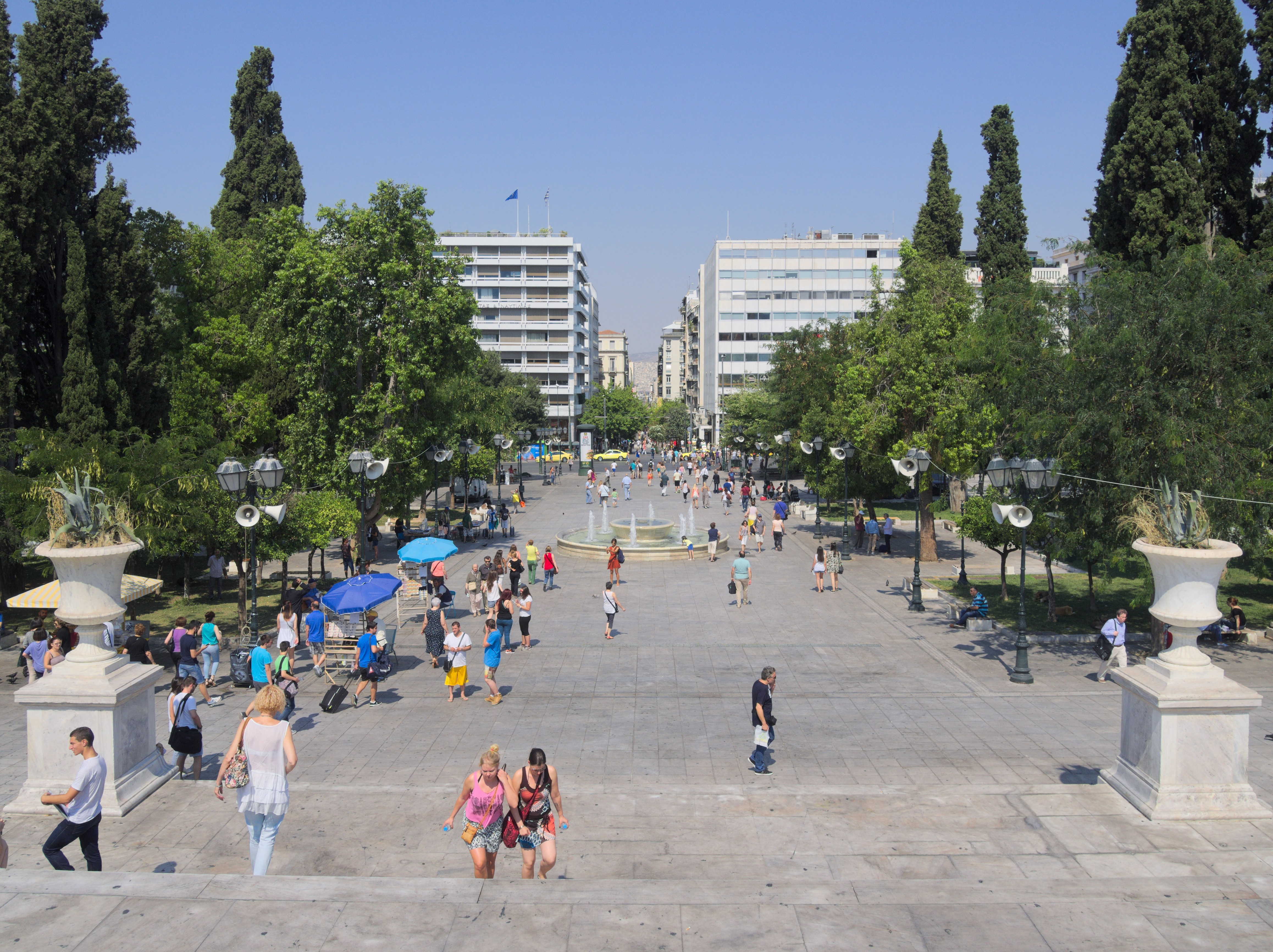
میدان سینتاگما

میدان سینتاگما، میدان اصلی شهر آتن است. این میدان روبروی قصر قدیمی سلطنتی واقع شده و از سال ۱۹۳۴ پارلمان یونان در آن قرار دارد. این میدان مهم‌ترین میدان شهر مدرن آتن از دید تاریخی و اجتماعی ست و مرکز رخدادهای تجاری و سیاسی یونان محسوب می‌شود.

## نگارخانه

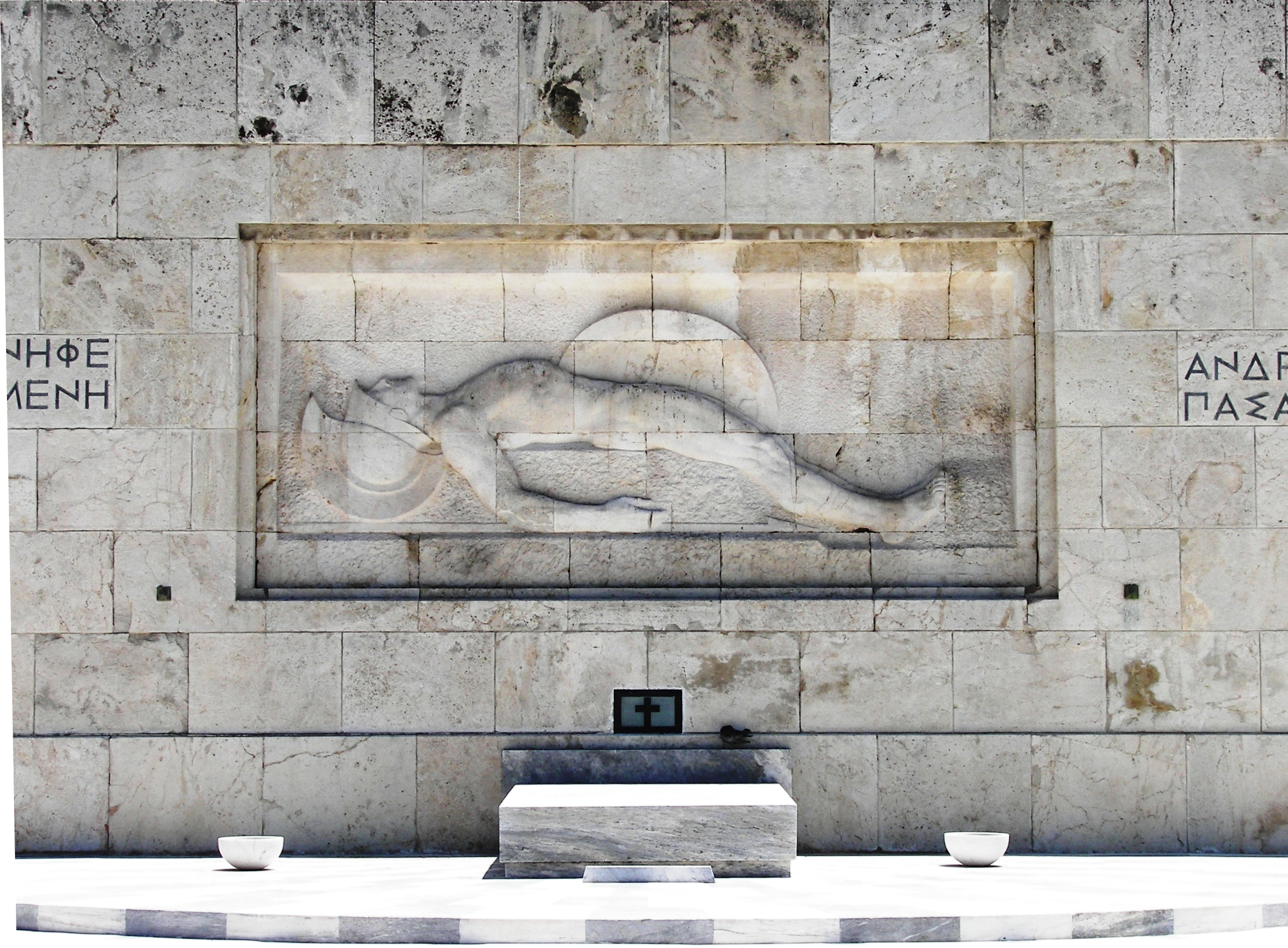
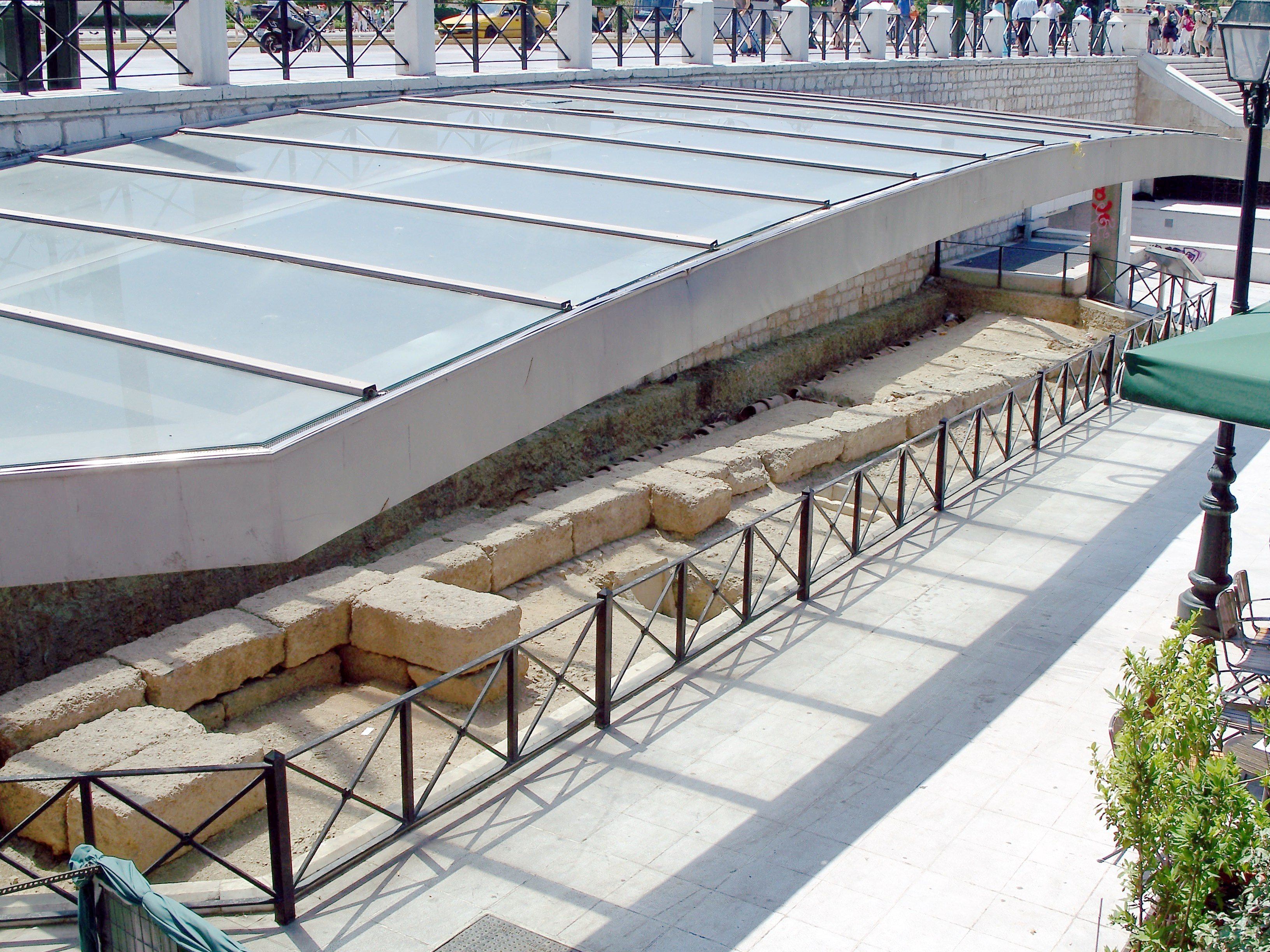
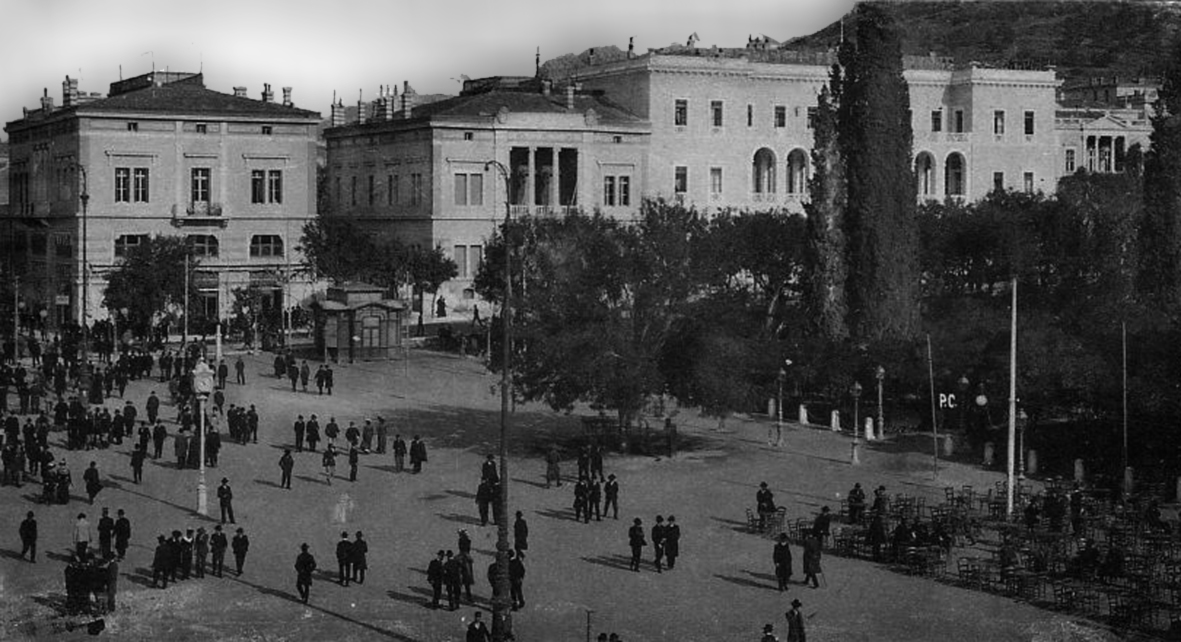
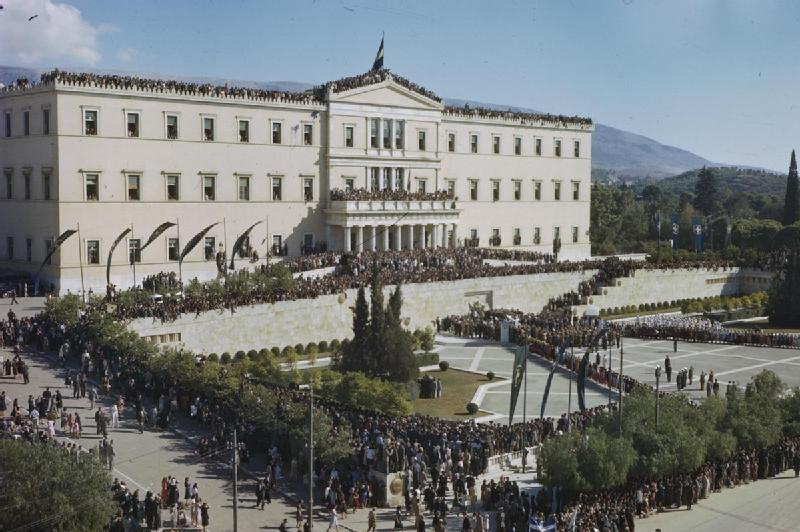
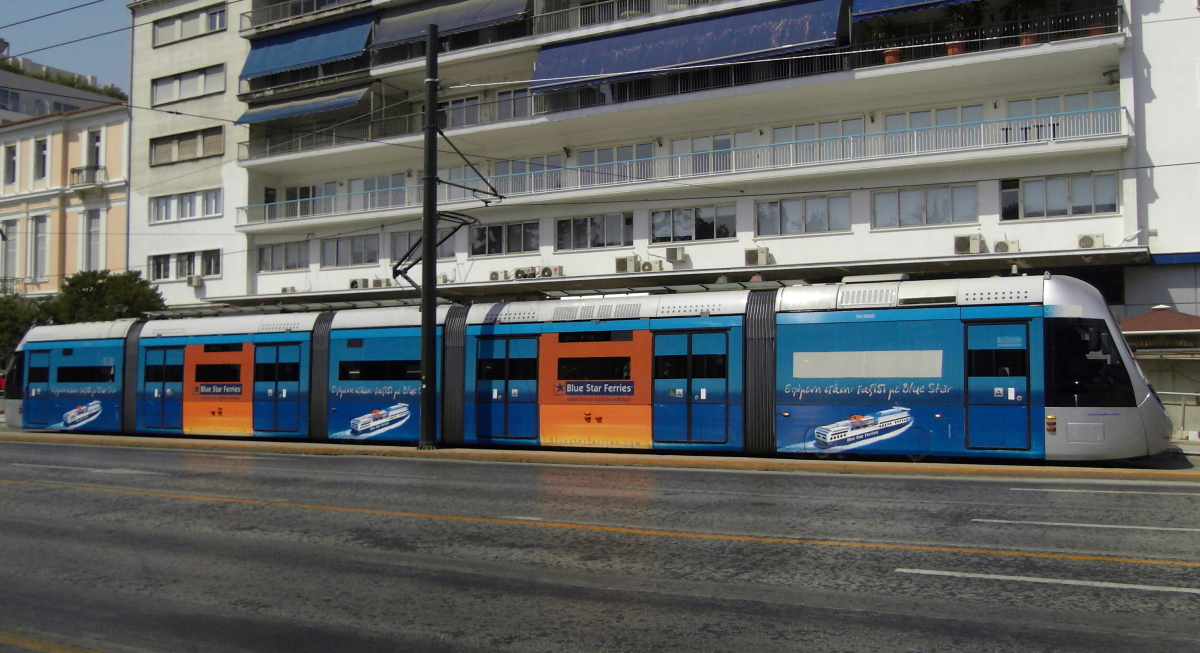